# Alessandro Nannini
Pour les articles homonymes, voir Nannini.
Alessandro Nannini est un pilote automobile italien, né le 7 juillet 1959 à Sienne en Italie. Il est le frère de la chanteuse Gianna Nannini.

## Biographie

### Les débuts
Après avoir commencé sa carrière par le rallye à la fin des années 1970, Alessandro Nannini passe au circuit en 1980 en disputant le championnat de Formule Abarth. À partir de 1982, il est recruté par la Scuderia Minardi pour disputer le championnat d'Europe de Formule 2. Parallèlement, il dispute également plusieurs épreuves du championnat du monde des marques sur une barquette Lancia.

### La Formule 1

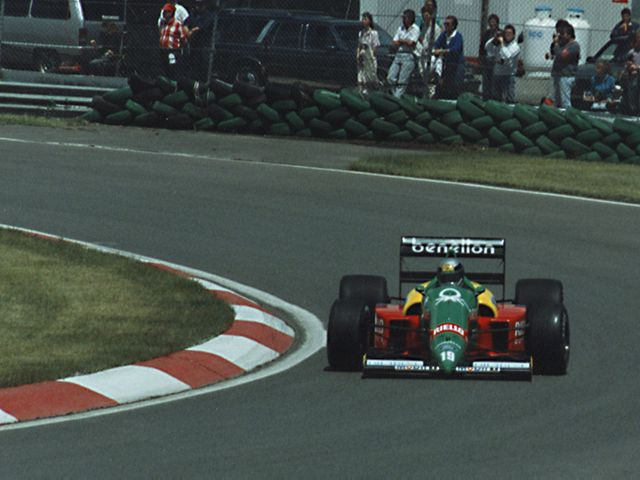
Nannini sur Benetton au Grand Prix du Canada 1988.

En 1986, Nannini accède à la Formule 1, toujours chez Minardi. Pendant deux saisons, l'Italien se débat en fond de grille au volant d'une voiture non-compétitive sans parvenir à inscrire le moindre point. Mais ses prestations sont suffisamment convaincantes pour lui permettre de signer à partir de 1988 chez Benetton, une équipe capable de chatouiller les meilleurs. Dès sa première saison dans l'équipe anglo-italienne, Nannini confirme son potentiel et sa belle pointe de vitesse, même s'il pèche encore par manque d'expérience et de régularité comparé à son coéquipier belge Thierry Boutsen. 
En 1989, Boutsen parti chez Williams, Nannini se retrouve de fait leader de l'écurie, un costume peut-être un peu large pour le pilote italien, peu réputé pour son aisance dans le domaine de la mise au point. Mais cela ne l'empêche pas de réaliser à nouveau des performances de haut niveau. Son abnégation est récompensée en fin de saison au GP du Japon, au terme d'un scénario rocambolesque. Solidement installé à la troisième position derrière les intouchables McLaren-Honda de Prost et Senna, Nannini se retrouve propulsé en tête de la course lorsque le Français et le Brésilien s'accrochent à quelques tours de l'arrivée. Nannini pense avoir course gagnée mais Senna, de retour en piste après avoir changé son aileron avant aux stands, lui reprend la première place au prix d'un freinage tardif et passe en tête la ligne d'arrivée. Nannini rumine sa déception (dans le feu de l'action, son équipe avait omis de lui signaler le retour de Senna) lorsque tombe la nouvelle du déclassement de Senna, coupable aux yeux des commissaires d'avoir repris la piste en court-circuitant la chicane après son accrochage. Nannini peut ainsi monter en vainqueur sur le podium et savourer ce qui sera sa seule et unique victoire en Formule 1.
En 1990, l'équipe Benetton est renforcée par la présence du triple champion du monde Nelson Piquet, le leader technique que n'est pas Nannini. Mis en difficulté lors de la première moitié de saison, Nannini prend progressivement l'ascendant sur Piquet et monte à plusieurs reprises sur le podium. Cela lui vaut d'être convoité sur le marché des transferts, et notamment par le Scuderia Ferrari, qui cherche un remplaçant à Nigel Mansell. Mais les négociations échouent et Nannini accepte finalement de prolonger son contrat chez Benetton. C'est donc assuré de son avenir sportif que Nannini aborde les dernières épreuves du championnat du monde 1990, et notamment le GP du Japon, où il compte bien rééditer sa performance de l'année précédente.
Avant de prendre la direction du Japon, Nannini décide de rendre visite à ses parents en hélicoptère. C'est au moment de l'atterrissage dans le jardin de la propriété familiale que le drame se joue : déséquilibré, l'hélicoptère du pilote italien rebondit une première fois sur le sol avant de se crasher. Dans l'accident, le rotor de l'hélicoptère sectionne le bras droit de Nannini à hauteur du coude. Après plusieurs heures d'intervention chirurgicale, les médecins parviennent à regreffer le bras amputé. Au terme d'une longue convalescence, il parvient à retrouver un usage satisfaisant de son bras, mais le manque de force de sa main droite (notamment dans l'action consistant à serrer un objet) lui interdit un retour à la Formule 1, et cela malgré la généralisation progressive des boîtes de vitesses semi-automatiques, avec passage des vitesses au volant.

### L'après-F1
Fin 1991, il effectue pourtant son retour derrière un volant, en essayant une Ferrari F1 spécialement équipée pour lui. Cet essai annonce un retour à la compétition pour la saison 1992, où il est engagé par Alfa Romeo pour disputer le championnat d'Italie de voiture de tourisme. Au terme d'une première saison qui le voit renouer avec la victoire, il passe en 1993 (toujours avec Alfa) dans le prestigieux championnat allemand DTM. Nannini y restera pendant quatre saisons, accumulant les victoires, mais sans jamais parvenir à décrocher le titre, en raison d'un certain manque de régularité. Puis, en 1997, il est engagé par Mercedes pour disputer le championnat FIA GT. En compagnie de son équipier Marcel Tiemann (les courses de GT se disputent par équipage de deux), il termine à la troisième place du championnat, avant d'annoncer sa retraite sportive. Après avoir été brièvement associé avec son ancien patron Flavio Briatore au sein de l'équipe Minardi durant l'année 1997 (il revendra rapidement ses parts à Gabriele Rumi (en)), il quitte même le monde du sport automobile. 
Alessandro Nannini est aujourd'hui propriétaire en Italie d'une chaîne de café haut de gamme, qu'il tente d'internationaliser. En 2004, il est également sorti ponctuellement de sa retraite sportive pour disputer sur une Maserati une manche du championnat d'Espagne GT.
Alessandro Nannini est le frère cadet de Gianna Nannini, une chanteuse pop-rock très connue en Italie surtout dans les années 1980. Il est l'oncle de Matteo Nannini, également pilote automobile, évoluant dans le championnat de Formule 3 FIA en 2020.

## Résultats en championnat du monde de Formule 1
| Saison | Écurie               | Châssis    | Moteur                  | Pneus    | GP disputés | Victoire | Meilleurs tours | Points inscrits | Classement |
| ------ | -------------------- | ---------- | ----------------------- | -------- | ----------- | -------- | --------------- | --------------- | ---------- |
| 1986   | Minardi F1 Team      | M185B      | Motori Moderni V6 turbo | Pirelli  | 14          | 0        | 0               | 0               | n.c.       |
| 1987   | Minardi F1 Team      | M187       | Motori Moderni V6 turbo | Goodyear | 16          | 0        | 0               | 0               | n.c.       |
| 1988   | Benetton Formula Ltd | B188       | Ford-Cosworth V8        | Goodyear | 16          | 0        | 1               | 12              | 9e         |
| 1989   | Benetton Formula Ltd | B189       | Ford-Cosworth V8        | Goodyear | 16          | 1        | 0               | 32              | 6e         |
| 1990   | Benetton Formula Ltd | B189B B190 | Ford-Cosworth V8        | Goodyear | 14          | 0        | 1               | 21              | 8e         |

## Victoire en Formule 1
| no | Année | Manche | Date            | Grand Prix | Circuit | Position départ | Écurie   | Voiture | Résultats |
| -- | ----- | ------ | --------------- | ---------- | ------- | --------------- | -------- | ------- | --------- |
| 1  | 1989  | 15/16  | 22 octobre 1989 | Japon      | Suzuka  | 6e              | Benetton | B189    | Résultat  |

## Résultats aux 24 Heures du Mans
| Année | Voiture            | Équipe         | Équipiers                                                       | Résultat        |
| ----- | ------------------ | -------------- | --------------------------------------------------------------- | --------------- |
| 1983  | Lancia LC2-Ferrari | Martini Lancia | Jean-Claude Andruet / Paolo Barilla Michele Alboreto / Teo Fabi | Abandon Abandon |
| 1984  | Lancia LC2-Ferrari | Martini Lancia | Bob Wollek                                                      | 8e              |
| 1985  | Lancia LC2-Ferrari | Martini Lancia | Lucio Cesario (pl) / Bob Wollek                                 | 6e              |

## Résultats en endurance
- 1 000 kilomètres de Kyalami en 1984 avec Riccardo Patrese sur Lancia LC2
- 1 000 kilomètres de Suzuka en 1997 avec Marcel Tiemann sur Mercedes-Benz CLK-GTR